# Mohamed Ali-Cho
Mohamed-Ali Cho (ur. 19 stycznia 2004 w Stains) – francuski piłkarz pochodzenia iworyjsko-marokańskiego występujący na pozycji napastnika, oraz w reprezentant Francji do lat 21.

## Kariera klubowa

### Angers
Młodzieżowy produkt Paris Saint-Germain i Evertonu, Cho podpisał swój pierwszy profesjonalny kontrakt z Angers 2 maja 2020 r. W ten sposób został drugim najmłodszym zawodnikiem, który podpisał profesjonalny kontrakt we Francji (za Eduardo Camavingą). Angers początkowo planował użyć go w zespołach rezerwowych, ale szybko stał się częścią pierwszej drużyny. Zawodowo zadebiutował z Angers w przegranej 2:0 Ligue 1 z Bordeaux 30 sierpnia 2020. Był jednym z 10 najmłodszych graczy, którzy grali w najlepszych ligach europejskich w sezonie. Zaczął swój pierwszy mecz dla Angers w pucharze w dniu 11 lutego 2021, w wygranym 2-1 z Rennes. Swój pierwszy ligowy start zaliczył 17 kwietnia 2021 roku przeciwko Rennes.

### Real Sociedad
15 czerwca 2022 ogłoszono, że Cho podpisał pięcioletni kontrakt z Realem Sociedad. Opłata za transfer zapłacona Angers wynosiła podobno od 12 do 15 milionów euro.

## Statystyki kariery klubowej
(aktualne na dzień 30 czerwca 2022)
| Klub               | Sezon              | Liga                   | Liga  | Liga   | Puchar | Puchar | Europa | Europa | Inne  | Inne   | Łącznie | Łącznie |
| Klub               | Sezon              | Liga                   | Mecze | Bramki | Mecze  | Bramki | Mecze  | Bramki | Mecze | Bramki | Mecze   | Bramki  |
| ------------------ | ------------------ | ---------------------- | ----- | ------ | ------ | ------ | ------ | ------ | ----- | ------ | ------- | ------- |
| Angers B           | 2020/21            | Championnat National 2 | 1     | 0      | —      | —      | —      | —      | —     | —      | 1       | 0       |
| Angers             | 2020/21            | Ligue 1                | 21    | 0      | 2      | 0      | —      | —      | —     | —      | 23      | 0       |
| Angers             | 2021/22            | Ligue 1                | 32    | 4      | 1      | 0      | —      | —      | —     | —      | 33      | 4       |
| Angers             | Łącznie            | Łącznie                | 53    | 4      | 2      | 1      | —      | —      | —     | —      | 56      | 4       |
| Real Sociedad      | 2022/23            | La Liga                | 0     | 0      | 0      | 0      | —      | —      | —     | —      | 0       | 0       |
| Łącznie w karierze | Łącznie w karierze | Łącznie w karierze     | 54    | 4      | 3      | 0      | —      | —      | —     | —      | 57      | 4       |